# 1984-es sakkolimpia
A 26. nyílt és 11. női sakkolimpiát 1984. november 18. és december 5. között rendezték meg Görögországban, Szalonikiben. A versenyen nyílt és női kategóriában indulhattak a nevező országok csapatai. A verseny helyszíne a The Thessaloniki International Fair, a szaloniki nemzetközi vásár területe volt.
A versenyt mind a nyílt, mind a női kategóriában a címvédő szovjet válogatott nyerte. Magyarország a nyílt versenyen a negyedik, a női versenyben a hatodik helyen végzett.

## A verseny résztvevői
A nyílt versenyre 88 csapat 521 versenyzője nevezett, köztük 65 nemzetközi nagymester és 97 nemzetközi mester. A női versenyen 51 csapatban 202 fő vett részt, köztük 17 női nemzetközi nagymester és 36 női nemzetközi mester.

## A verseny menete
A nyílt és a női verseny egymástól külön, 14 fordulós svájci rendszerben került megrendezésre. A nyílt versenyben a csapatok 6 főt nevezhettek, akik közül egy-egy fordulóban 4-en játszottak, a női versenyben 4 fő nevezésére volt lehetőség, akik közül egy időben hárman játszhattak. A csapatot alkotó versenyzők között előzetesen fel kellett állítani az erősorrendet, és azt meg kellett adni a versenybíróknak. A leadott erősorrendnek nem kellett megegyeznie a versenyzők Élő-értékszámának sorrendjével. Az egyes fordulókban ennek az erősorrendnek a figyelembe vételével alkottak párokat az egymással játszó csapatok.
Az egyes játszmákban a játékosoknak fejenként 2,5 óra állt rendelkezésre 40 lépés megtételére, majd 16 lépésenként további 1-1 óra.
A csapatok pontszámát az egyes játékosok által elért eredmények összege adja. Egy játszmában a győzelemért 1 pont, a döntetlenért fél pont jár. A végeredmény, a csapatpontszám az így szerzett pontok alapján kerül meghatározásra.
Az olimpiai kiírás szerint holtverseny esetén elsődlegesen a Buchholz-számítás dönt. Ha ez is egyenlő, akkor a csapatpontszámokat veszik figyelembe oly módon, hogy egy csapatgyőzelem 2 pontot, a döntetlen 1 pontot ér.

## A nyílt verseny
A címvédő szovjet válogatott nélkülözte két legerősebb játékosát, Anatolij Karpovot és Garri Kaszparovot, akik éppen maratoni világbajnoki mérkőzésüket vívták. Csapatuk átlagos Élő-pontszáma még így is a legerősebb volt a mezőnyben. A rangsorban mindössze 14 ponttal lemaradva követte őket a magyar válogatott, akiket az elsőségre is esélyesnek tartottak. A magyarok olimpiai bajnoki reményei azonban már a 3. fordulóban elszálltak, amikor 4–0 arányú vereséget szenvedtek a szovjet válogatottól. Sakkolimpián ilyen arányban sem előtte, sem azóta (2014-ig) nem szenvedett vereséget a magyar válogatott. Ennek ellenére a verseny végén még dobogóra esélyesek is voltak, végül a 4. helyen végeztek.
Ezen a versenyen debütált francia színekben az exvilágbajnok Borisz Szpasszkij, aki 1978-ban kapott francia állampolgárságot. Eredménye ugyan elmaradt a várakozástól, 14 mérkőzéséből 12-ben döntetlen eredmény született, de a francia csapat történetének legjobb eredményét érte el a 7. helyezésével.

### A verseny végeredménye
| #  | Ország                    | Átlag Élő-pont | Telj. érték | Pont | Buchholz |
| -- | ------------------------- | -------------- | ----------- | ---- | -------- |
| 1  | Szovjetunió               | 2610           | 2665        | 41   |          |
| 2  | Anglia                    | 2556           | 2591        | 37   |          |
| 3  | Amerikai Egyesült Államok | 2553           | 2553        | 35   |          |
| 4  | Magyarország              | 2596           | 2540        | 34½  |          |
| 5  | Románia                   | 2470           | 2540        | 33   |          |
| 6  | NSZK                      | 2516           | 2486        | 32½  | 445,0    |
| 7  | Franciaország             | 2485           | 2505        | 32½  | 442,0    |
| 8  | Jugoszlávia               | 2561           | 2509        | 32   | 457,5    |
| 9  | Bulgária                  | 2470           | 2493        | 32   | 447,5    |
| 10 | Hollandia                 | 2554           | 2477        | 32   | 446,0    |

### Egyéni érmesek
Egyénileg táblánként a három legjobb százalékot elért versenyző kapott érmet, rajtuk kívül egyéni érmet kapott a teljes mezőnyt figyelembe véve a három legjobb teljesítményértéket elért játékos. A magyarok közül kiemelkedett az 1. tartalék Pintér József, aki egyéni aranyérmet szerzett.

#### Teljesítményérték alapján
|           | Versenyző              | Ország      | Élő-p. | Telj.érték |
| --------- | ---------------------- | ----------- | ------ | ---------- |
| Aranyérem | John Dennis Marin Nunn | Anglia      | 2575   | 2868       |
| Ezüstérem | Rafael Vaganjan        | Szovjetunió | 2625   | 2798       |
| Ezüstérem | Alekszandr Beljavszkij | Szovjetunió | 2600   | 2798       |

#### Első tábla
|           | Versenyző              | Ország                   | Pont | Játszma | Százalék |
| --------- | ---------------------- | ------------------------ | ---- | ------- | -------- |
| Aranyérem | Craig Van Tilbury      | Amerikai Virgin-szigetek | 9½   | 11      | 86,4     |
| Ezüstérem | Geoffrey Borg          | Málta                    | 9    | 11      | 81,8     |
| Bronzérem | Alekszandr Beljavszkij | Szovjetunió              | 8    | 10      | 80       |

#### Második tábla
|           | Versenyző              | Ország             | Pont | Játszma | Százalék |
| --------- | ---------------------- | ------------------ | ---- | ------- | -------- |
| Aranyérem | John Dennis Marin Nunn | Anglia             | 10   | 11      | 90,9     |
| Ezüstérem | John Grantley Cooper   | Wales              | 9    | 11      | 81,8     |
| Bronzérem | John Raphael           | Trinidad és Tobago | 9½   | 12      | 79,2     |

#### Harmadik tábla
|           | Versenyző              | Ország      | Pont | Játszma | Százalék |
| --------- | ---------------------- | ----------- | ---- | ------- | -------- |
| Aranyérem | Rafael Vaganjan        | Szovjetunió | 8½   | 10      | 85       |
| Ezüstérem | John Delaney           | Írország    | 8    | 11      | 72,7     |
| Bronzérem | Iván Fernandez Morávec | Chile       | 9    | 13      | 69,2     |

#### Negyedik tábla
|           | Versenyző            | Ország   | Pont | Játszma | Százalék |
| --------- | -------------------- | -------- | ---- | ------- | -------- |
| Aranyérem | Pricha Sinprayoun    | Thaiföld | 8    | 10      | 80       |
| Ezüstérem | John Powell          | Jamaica  | 7    | 9       | 77,8     |
| Bronzérem | Frank Loheanc Ammoun | Libanon  | 8½   | 11      | 77,3     |

#### Ötödik játékos (első tartalék)
|           | Versenyző                | Ország        | Pont | Játszma | Százalék |
| --------- | ------------------------ | ------------- | ---- | ------- | -------- |
| Aranyérem | Dewperkash Gayadin       | Suriname      | 7    | 9       | 77,8     |
| Aranyérem | Pintér József            | Magyarország  | 7    | 9       | 77,8     |
| Aranyérem | Javier Ochoa de Echagüen | Spanyolország | 7    | 9       | 77,8     |
| Aranyérem | Andrew Jonathan Mestel   | Anglia        | 7    | 9       | 77,8     |

#### Hatodik játékos (második tartalék)
|           | Versenyző       | Ország                                  | Pont | Játszma | Százalék |
| --------- | --------------- | --------------------------------------- | ---- | ------- | -------- |
| Aranyérem | Gorden Comben   | Guernsey Bailiffség · Jersey Bailiffség | 7½   | 10      | 75       |
| Aranyérem | Marios Schinis  | Ciprus                                  | 7½   | 10      | 75       |
| Bronzérem | Nick de Firmian | Amerikai Egyesült Államok               | 7½   | 10      | 75       |

### A magyar eredmények
| Forduló                            | Ellenfél                           | Portisch Lajos 2640    | Portisch Lajos 2640 | Ribli Zoltán 2600     | Ribli Zoltán 2600 | Adorján András 2580     | Adorján András 2580 | Sax Gyula 2565       | Sax Gyula 2565 | Pintér József 2525 | Pintér József 2525 | Grószpéter Attila 2480 | Grószpéter Attila 2480 | Pont |
| ---------------------------------- | ---------------------------------- | ---------------------- | ------------------- | --------------------- | ----------------- | ----------------------- | ------------------- | -------------------- | -------------- | ------------------ | ------------------ | ---------------------- | ---------------------- | ---- |
| 1                                  | Egyesült Arab Emírségek            | Said 2430              | 1                   | Jassim -              | 1                 | Sharif 2220             | 1                   | Saleh N. -           | 1              |                    |                    |                        |                        | 4    |
| 2                                  | Svájc                              |                        |                     | Hug 2440              | ½                 | Züger 2385              | 1                   | Franzoni 2340        | 1              | Gobet 2360         | ½                  |                        |                        | 3    |
| 3                                  | Szovjetunió                        | Beljavszkij 2600       | 0                   | Polugajevszkij 2625   | 0                 | Vaganjan 2625           | 0                   | Juszupov 2590        | 0              |                    |                    |                        |                        | 0    |
| 4                                  | Puerto Rico                        | Freyre 2225            | 1                   | Santa Torres 2240     | 1                 |                         |                     |                      |                | Falcón 2205        | 1                  | Torres 2275            | 1                      | 4    |
| 5                                  | Svédország                         |                        |                     | Andersson 2595        | ½                 | Karlsson 2500           | ½                   | Schüssler 2465       | ½              | Ernst 2410         | 1                  |                        |                        | 2½   |
| 6                                  | Franciaország                      | Borisz Szpasszkij 2590 | ½                   | Haik 2475             | 1                 |                         |                     | Kouatly 2475         | ½              | Seret 2390         | ½                  |                        |                        | 2½   |
| 7                                  | Izland                             | Ólafsson 2520          | 1                   |                       |                   | Pétursson 2510          | ½                   | Hjartarson 2520      | 0              |                    |                    | Árnason 2505           | ½                      | 2    |
| 8                                  | Anglia                             | Miles 2565             | ½                   | Nunn 2575             | ½                 | Speelman 2500           | ½                   |                      |                | Mestel 2545        | 1                  |                        |                        | 2½   |
| 9                                  | Jugoszlávia                        | Kurajica 2530          | ½                   |                       |                   | Kovačević 2510          | ½                   |                      |                | Ivanović 2515      | 1                  | Marjanović 2515        | 0                      | 2    |
| 10                                 | Amerikai Egyesült Államok          | Kavalek 2565           | 0                   | Browne 2580           | ½                 |                         |                     | Alburt 2455          | ½              | De Firmian 2475    | ½                  |                        |                        | 1½   |
| 11                                 | Spanyolország                      | Bellón López 2425      | 1                   | Fernández García 2430 | ½                 | Ochoa de Echagüen 2430  | 1                   | Gómez Esteban 2445   | 1              |                    |                    |                        |                        | 3½   |
| 12                                 | Románia                            | Şubă 2445              | 1                   |                       |                   | Gheorghiu 2505          | ½                   | Ghindă 2465          | ½              | Stoica 2410        | 1                  |                        |                        | 3    |
| 13                                 | Fülöp-szigetek                     | Torre 2530             | ½                   | Mascariñas 2425       | ½                 |                         |                     | Yap 2395             | ½              | Bernal 2325        | ½                  |                        |                        | 2    |
| 14                                 | Kuba                               | Nogueiras 2510         | ½                   | García Gonzáles 2470  | ½                 | Rodriguez Céspedes 2465 | 0                   | García Martínez 2445 | 1              |                    |                    |                        |                        | 2    |
| Szerzett pontszám (Játszmák száma) | Szerzett pontszám (Játszmák száma) | 7½ (12)                | 7½ (12)             | 6½ (11)               | 6½ (11)           | 5½ (10)                 | 5½ (10)             | 6½ (11)              | 6½ (11)        | 7 (9)              | 7 (9)              | 1½ (3)                 | 1½ (3)                 |      |
| Teljesítményérték                  | Teljesítményérték                  | 2590                   | 2590                | 2525                  | 2525              | 2501                    | 2501                | 2501                 | 2501           | 2624               | 2624               | 2432                   | 2432                   |      |

## Női verseny
A női versenyben is a címvédő szovjet válogatott volt az esélyes, játékosaik átlag Élő-pontszáma több, mint 100 ponttal volt magasabb az őket követő NSZK és Lengyelország pontszámánál. Ennek megfelelően nagy, 5 pontos előnnyel nyerték a versenyt. Az első táblán a regnáló világbajnok Maia Csiburdanidze, míg az exvilágbajnok Nona Gaprindasvili a harmadik táblán játszott. A magyar válogatott félidőben még csak a 16. helyen állt, végül a 6. helyre jött fel.

### A női verseny végeredménye
Az első 10 helyezett:
| #  | Ország        | Átlag Élő-pont | Telj. érték | Pont | Buchholz |
| -- | ------------- | -------------- | ----------- | ---- | -------- |
| 1  | Szovjetunió   | 2335           | 2294        | 32   |          |
| 2  | Bulgária      | 2105           | 2202        | 27½  |          |
| 3  | Románia       | 2180           | 2197        | 27   |          |
| 4  | NSZK          | 2232           | 2153        | 26   | 340,5    |
| 5  | Kína          | 2098           | 2175        | 26   | 335,0    |
| 6  | Magyarország  | 2218           | 2132        | 25   |          |
| 7  | Lengyelország | 2227           | 2136        | 24½  | 345,5    |
| 8  | Anglia        | 2137           | 2105        | 24½  | 336,0    |
| 9  | Jugoszlávia   | 2162           | 2135        | 24   | 340,5    |
| 10 | Spanyolország | 2055           | 2110        | 24   | 330,0    |

### Egyéni érmesek
A mezőny egészét figyelembe elért teljesítményérték, valamint a táblánkénti százalékos eredmény alapján állapították meg az egyéni érmesek sorrendjét. A magyar versenyzők közül az 1. táblán Verőci Zsuzsa bronzérmet szerzett. Az első olimpiáján szereplő 15 éves Mádl Ildikó tábláján a 4. legjobb eredményt érte el.

#### Teljesítményérték alapján
|           | Versenyző          | Ország      | Élő-p. | Telj.érték |
| --------- | ------------------ | ----------- | ------ | ---------- |
| Aranyérem | Lidia Szemenova    | Szovjetunió | 2205   | 2525       |
| Ezüstérem | Pia Cramling       | Svédország  | 2405   | 2336       |
| Bronzérem | Nona Gaprindasvili | Szovjetunió | 2335   | 2326       |

#### Első tábla
|           | Versenyző        | Ország       | Pont | Játszma | Százalék |
| --------- | ---------------- | ------------ | ---- | ------- | -------- |
| Aranyérem | Pia Cramling     | Svédország   | 10½  | 13      | 80,8     |
| Ezüstérem | Virginia Justo   | Argentína    | 8½   | 11      | 77,3     |
| Bronzérem | Tatjana Lemacsko | Svájc        | 9½   | 13      | 73,1     |
| Bronzérem | Verőci Zsuzsa    | Magyarország | 10½  | 13      | 73,1     |

#### Második tábla
|           | Versenyző              | Ország  | Pont | Játszma | Százalék |
| --------- | ---------------------- | ------- | ---- | ------- | -------- |
| Aranyérem | Céline Roos            | Kanada  | 9½   | 13      | 73,1     |
| Ezüstérem | Elisabeta Polihroniade | Románia | 9    | 13      | 69,2     |
| Bronzérem | Tine Berg              | Dánia   | 7½   | 11      | 68,2     |

#### Harmadik tábla
|           | Versenyző          | Ország      | Pont | Játszma | Százalék |
| --------- | ------------------ | ----------- | ---- | ------- | -------- |
| Aranyérem | Jussara Chavez     | Brazília    | 9    | 10      | 90       |
| Ezüstérem | Nona Gaprindasvili | Szovjetunió | 8½   | 10      | 85       |
| Bronzérem | Vivian Smith       | Új-Zéland   | 7    | 9       | 77,8     |

#### Negyedik játékos (tartalék)
|           | Versenyző          | Ország                    | Pont | Játszma | Százalék |
| --------- | ------------------ | ------------------------- | ---- | ------- | -------- |
| Aranyérem | Lidia Szemenova    | Szovjetunió               | 9½   | 10      | 95       |
| Ezüstérem | Rachel Crotto      | Amerikai Egyesült Államok | 9    | 11      | 81,8     |
| Bronzérem | Monique Ruck-Petit | Franciaország             | 5½   | 7       | 78,6     |

### A magyar eredmények
| Forduló                            | Ellenfél                           | Verőci Zsuzsa 2295   | Verőci Zsuzsa 2295 | Ivánka Mária 2255       | Ivánka Mária 2255 | Mádl Ildikó 2060   | Mádl Ildikó 2060 | Kas Rita 2105     | Kas Rita 2105 | Pont |
| ---------------------------------- | ---------------------------------- | -------------------- | ------------------ | ----------------------- | ----------------- | ------------------ | ---------------- | ----------------- | ------------- | ---- |
| 1                                  | Ausztria                           | Mira -               | 1                  | Horvath 1865            | 1                 | Hausner 1965       | ½                |                   |               | 2½   |
| 2                                  | Hollandia                          | Van der Mije 2115    | 1                  | de Greef 1945           | 0                 | Belle 2060         | 0                |                   |               | 1    |
| 3                                  | Norvégia                           | Dahl -               | 1                  | de Linde -              | 1                 |                    |                  | Johnsen -         | 1             | 3    |
| 4                                  | NSZK                               | Hund 2270            | ½                  | Vokralova 2230          | ½                 |                    |                  | Feustel 2150      | ½             | 1½   |
| 5                                  | Jugoszlávia                        |                      |                    | Lazarević 2165          | ½                 | Petrović 2130      | ½                | Marković 2170     | 0             | 1    |
| 6                                  | Anglia                             | Miles 2245           | ½                  | Jackson 2190            | ½                 | Whitehead 1975     | 1                |                   |               | 2    |
| 7                                  | Szovjetunió                        | Irina Levityina 2295 | ½                  | Nona Gaprindasvili 2335 | 0                 | Szemenova 2225     | 0                |                   |               | ½    |
| 8                                  | Kolumbia                           | Salazar 1895         | 1                  |                         |                   | Guggenbereger 1975 | 1                | Rendón -          | 1             | 3    |
| 9                                  | Románia                            | Mureşan 2195         | ½                  | Polihroniade 2165       | 0                 | Nuţu 2180          | 1                |                   |               | 1½   |
| 10                                 | Görögország                        | Kondou 2045          | 1                  |                         |                   | Nika 1985          | 1                | Kasioura 1935     | 1             | 3    |
| 11                                 | Bulgária                           | Voiska 2095          | ½                  | Gocheva 2115            | ½                 |                    |                  | Chilingirova 2070 | ½             | 1½   |
| 12                                 | Kína                               | Liu Shilan 2200      | ½                  | Mingqian 2030           | 0                 | Zhao Lan -         | ½                |                   |               | 1    |
| 13                                 | Amerikai Egyesült Államok          | Savereide 2230       | 1                  |                         |                   | Jezierska 1970     | 1                | Crotto 2030       | 0             | 2    |
| 14                                 | Svédország                         | Cramling 2405        | ½                  |                         |                   | Dahlin 2100        | 1                | Johansson -       | 0             | 1½   |
| Szerzett pontszám (Játszmák száma) | Szerzett pontszám (Játszmák száma) | 9½ (13)              | 9½ (13)            | 3½ (10)                 | 3½ (10)           | 8 (11)             | 8 (11)           | 4 (8)             | 4 (8)         |      |
| Teljesítményérték                  | Teljesítményérték                  | 2297                 | 2297               | 1974                    | 1974              | 2208               | 2208             | 1968              | 1968          |      |